# 洛克鎮區 (密西根州)
洛克鎮區（英語：Locke Township）是位於美國密西根州英厄姆縣的一個行政鎮區。

## 地方資料
洛克鎮區的面積為93.39平方千米，當中陸地面積為92.83平方千米，而水域面積為0.56平方千米。根據2020年美國人口普查的數據，當地共有人口1809人，而人口密度為每平方千米19.37人。